# 汤用彤

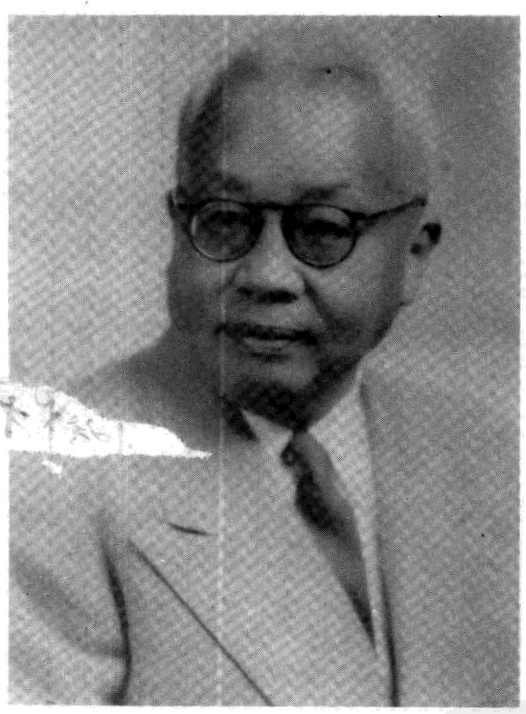
湯用彤院士

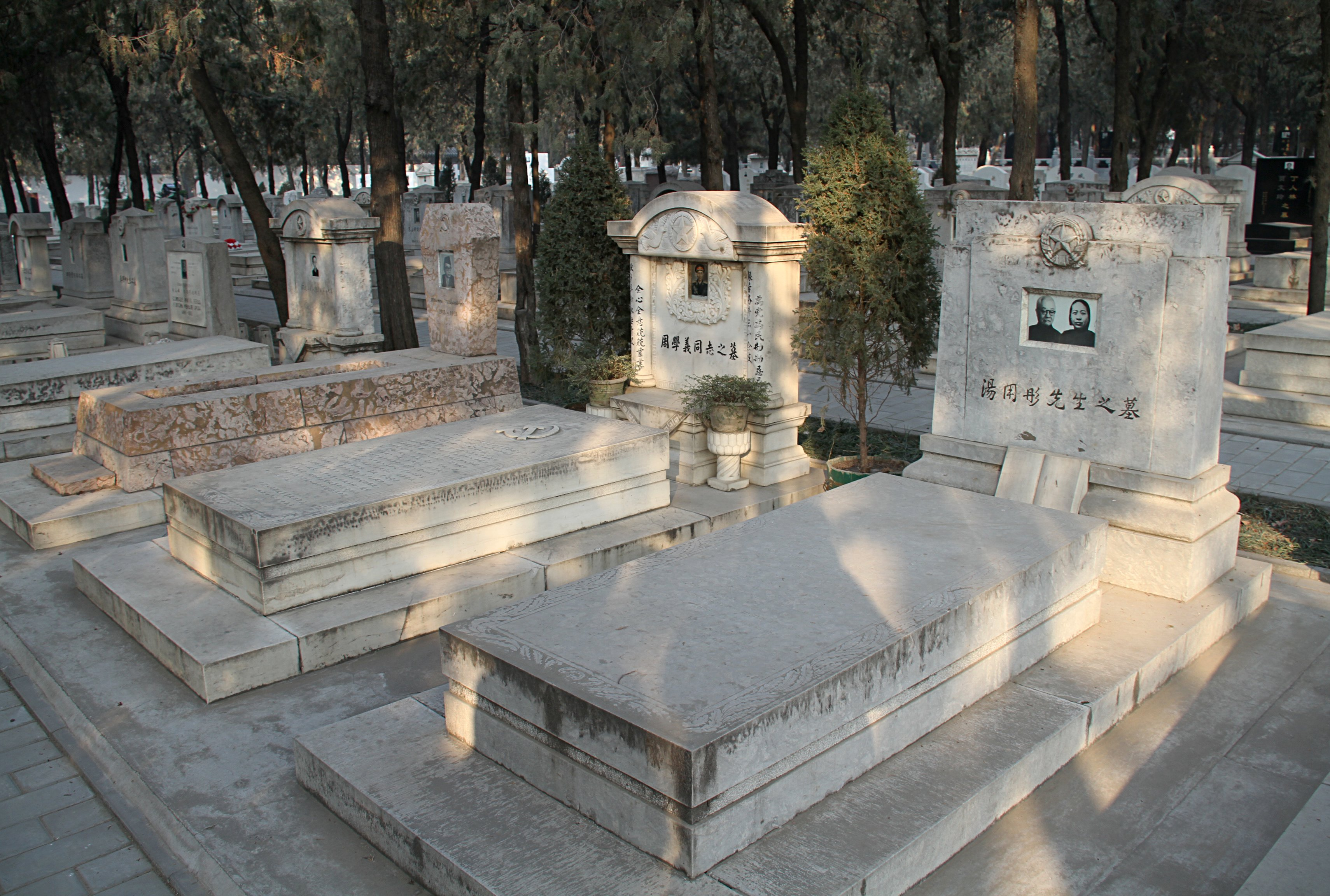
北京市八宝山革命公墓一墓区。图右可见“汤用彤先生之墓”（一墓区“月字组”东2）。该墓左侧为“周学义同志之墓”。

汤用彤（1893年8月4日—1964年5月1日），字锡予，男，湖北黄梅人，生于甘肃渭源，中央研究院第一屆院士。

## 生平
湯用彤父親湯霖，字雨三，為光緒十六年庚寅恩科進士，光緒二十三年（1897年），戊戌變法的前一年署甘肅渭源。任上頗有政績。次年卸任，先後在蘭州、北京設館教授。
湯用彤於1893年8月4日(農曆六月二十三日)生於甘肅渭源，隨父在任上束髮修學，啟蒙於父親任教的學館，接受了嚴格系統的傳統教育。1908年就學於順天高等學堂，接受新式教育。1912年入清華學校，1916年清華學校畢業。在清華攻讀五年，接受了西方文化的基本訓練，並濡染了美國耶魯大學嚴謹求實，認真負責的校風。清華時期，湯用彤與同學吳宓、柳詒徵志趣相投，結為契友。畢業後留校任国文教师，兼任《清华周刊》总编。
1917年，汤用彤赴美留學，在哈姆莱大学（Hamline University）學習社會學與政治學，後轉入哈佛大学並獲得硕士学位。在哈佛大学期间，由于才学出众，与陈寅恪、吴宓并称哈佛三杰。1922年，正值新旧文化、中西文化、问题与主义、科学与玄学之争諸多學術爭論深化之時，他应梅光迪、吴宓之邀，执教于国立东南大学，1925年任系主任。這時他也多與《学衡》、《内学》、《史学杂志》等雜誌供稿。1926年因东大学潮，转任南开大学哲学系教授、系主任，在南开大学开设了包括佛学史、宗教哲学、伦理学、社会学纲要、逻辑、西洋哲学史、现今哲学、实用主义等课程，并担任《南开大学周刊》顾问。
1927年，返回南京國立中央大学哲学系，任教授、系主任。1930年，蔣夢麟接任北大校長後，次年夏，邀請湯至北京大学哲学系任教，自1935年任系主任；1937年，抗战爆发，10月，汤用彤与钱穆、贺麟一行三人南下天津，数日后乘船直抵香港。在香港小住近旬，转程北上广州，又数日抵达长沙。1938年春，汤用彤按照聯大安排由桂林穿过镇南关而至越南河内，并由河内转赴昆明。文學院最初設在蒙自，後辦到昆明，西南联合大学開學後任哲学心理教育系主任，兼北大文科研究所所长，1939年，暑假将至，其时昆明屡遭空袭，汤用彤利用假期赴沪接从北平南下的眷属至昆明，钱穆也于此时赴香港交《国史大纲》与商务印书馆付印，再转上海归苏州探母。二人又得同行。他们绕道河内，乘海轮抵达香港，继而北上抵沪。汤用彤又伴錢穆至苏州省亲。因钱决意在苏州奉养老母，两日后，汤只身返沪，并携眷南下昆明。1945年，代理西南联合大学文学院院长。1946年，暑假，北大由昆明正式迁返北平，汤用彤亦随校复员并开始任北大文学院院长之职。1947年，任中央研究院历史语言研究所北平办事处主任。夏，他应美国加州贝克莱大学陈世骧教授之邀，专程赴加州讲授《魏晋南北朝思想史》、《魏晋玄学与文学理论》等。1948年，当选为中央研究院第一屆院士。1949年1月31日北平和平解放，2月，汤氏被委任為北大校务委员会主席，直至1951年9月。10月担任北京大学副校长。
1948年12月，蔣中正下令派飛機到北平搶救學人，湯用彤在搶救名單上，但是他沒有選擇搭機南下；胡適離開後曾寫信勸其南下，並派人送來兩張機票，湯用彤依然不為所動。1954年，中国史学会公布第一届理事会名单，郭沫若担任主席，吴玉章、范文澜担任副主席，他担任理事。同年，汤患脑溢血。1955年当选中国科学院哲学社会科学部学部委员。
湯用彤的兒子湯一介表示：其父的學術成就主要是在1949年以前取得的，之後就沒有寫出過像樣的學術著作，只偶爾寫一些考證的小文章，更多的時間是在看書，查資料，寫讀書札記。
1964年汤氏脑血管病再发，5月1日，去世。

## 学术贡献
汤用彤对中国佛教史的梳理，对魏晋玄学的开掘为中国文化史、中国哲学史的确立打通了难关，受到国内外汉学，佛学研究学者的普遍推崇，其代表作《漢魏兩晉南北朝佛教史》，《魏晋玄学论稿》至今仍具有非常高的学术价值，书中许多论点被视为不刊之论。汤用彤自谓“幼承庭训，早览乙部（乙部指四部分類法中的史部，即早讀史書之意）”，其对佛教文化的钟爱与故乡浓厚的宗教气息或不无关联。

## 重要著作
- 《漢魏兩晉南北朝佛教史》
- 《理學、玄學、佛學》
- 《魏晋玄学论稿》
- 《隋唐佛教史稿》
- 《印度哲學史略》